# Juan Esteban Pedernera
Juan Esteban Pedernera, argentinski general, * 25. december 1796, San José del Morro, San Luis, † 1. februar 1886, Buenos Aires.
Pedernera je bil podpredsednik Argentine (1860–1861) in predsednik Argentine (1861).